# Каут, Мартин
Мартин Каут (чеш. Martin Kaut; 2 октября 1999, Брно, Чехия) — чешский хоккеист, нападающий. Играл в чешской Экстралиге за клуб «Пардубице». На драфте НХЛ 2018 года был выбран в первом раунде под 16-м номером клубом НХЛ «Колорадо Эвеланш».

## Карьера

#### Клубная
Мартин Каут начал свою карьеру в 2013 году в юниорской команде «Ждяр над Сазавоу». С 2015 по 2018 годы играл за «Динамо» Пардубице. Дебютировал в Экстралиге в сезоне 2016/17. После удачного сезона 2017/18, был выбран на драфте НХЛ в первом раунде под 16-м номером клубом «Колорадо Эвеланш».
5 июля 2018 года подписал трёхлетний контракт с «Колорадо». Перед началом сезона 2018/19 Каут вместе с чешским вратарём Павлом Францоузом был отправлен в АХЛ, в фарм-клуб «лавин» команду «Колорадо Иглз».

#### Сборная Чехии
С 2014 года Каут играл за юниорские сборные Чехии разных возрастных категорий. В составе юниорской сборной Чехии он стал победителем Мемориала Ивана Глинки в 2016 году. Был участником чемпионата мира среди юниоров 2017 года и молодёжных чемпионатов мира 2018 и 2019 годов.
Также принимал участие в подготовке к чемпионату мира 2018 года в составе основной сборной Чехии. Провёл 9 матчей на этапах Еврохоккейтура, в которых набрал 8 очков (1 гол и 7 передач).

## Достижения
- Победитель Мемориала Ивана Глинки 2016 (сборная Чехии до 18 лет)

## Статистика
| Легенда | Легенда                    | Легенда | Легенда                   | Легенда | Легенда    |
| ------- | -------------------------- | ------- | ------------------------- | ------- | ---------- |
| И       | Количество проведённых игр | Штр     | Штрафное время            | +/−     | Плюс-минус |
| Г       | Голы                       | П       | Голевые передачи          | О       | Очки       |
| -       | Статистика неизвестна      | —       | Статистика не учитывалась |         |            |

## Семья
Брат Томаш Каут (род.08.05.1989 г.) тоже хоккеист, играл в Экстралиге за «Пардубице» и «Кладно». Сейчас выступает за клуб первой чешской лиги «Врхлаби».